# Chutine River
Der Chutine River ist ein orographisch rechter Nebenfluss des Stikine River im Nordwesten der kanadischen Provinz British Columbia. Bis 1935 trug der Fluss den Namen Clearwater River.

## Flusslauf
Der Chutine River entspringt in der vergletscherten Stikine Icecap. Er fließt anfangs in südlicher Richtung. Er durchfließt den See Chutine Lake. Der Fluss setzt seinen Kurs ein Stück in südöstlicher Richtung fort, wendet sich dann aber nach Osten. Er nimmt die rechten Nebenflüsse Dirst Creek, Triumph Creek und Pendant Creek sowie den Barrington River von links auf. Schließlich mündet der Chutine River 35 km südwestlich von Telegraph Creek in den nach Süden strömenden Stikine River.
Der Chutine River hat eine Länge von etwa 90 km. Der mittlere Abfluss beträgt 140 m³/s.